# Покровская церковь (Тирасполь, старообрядческая)

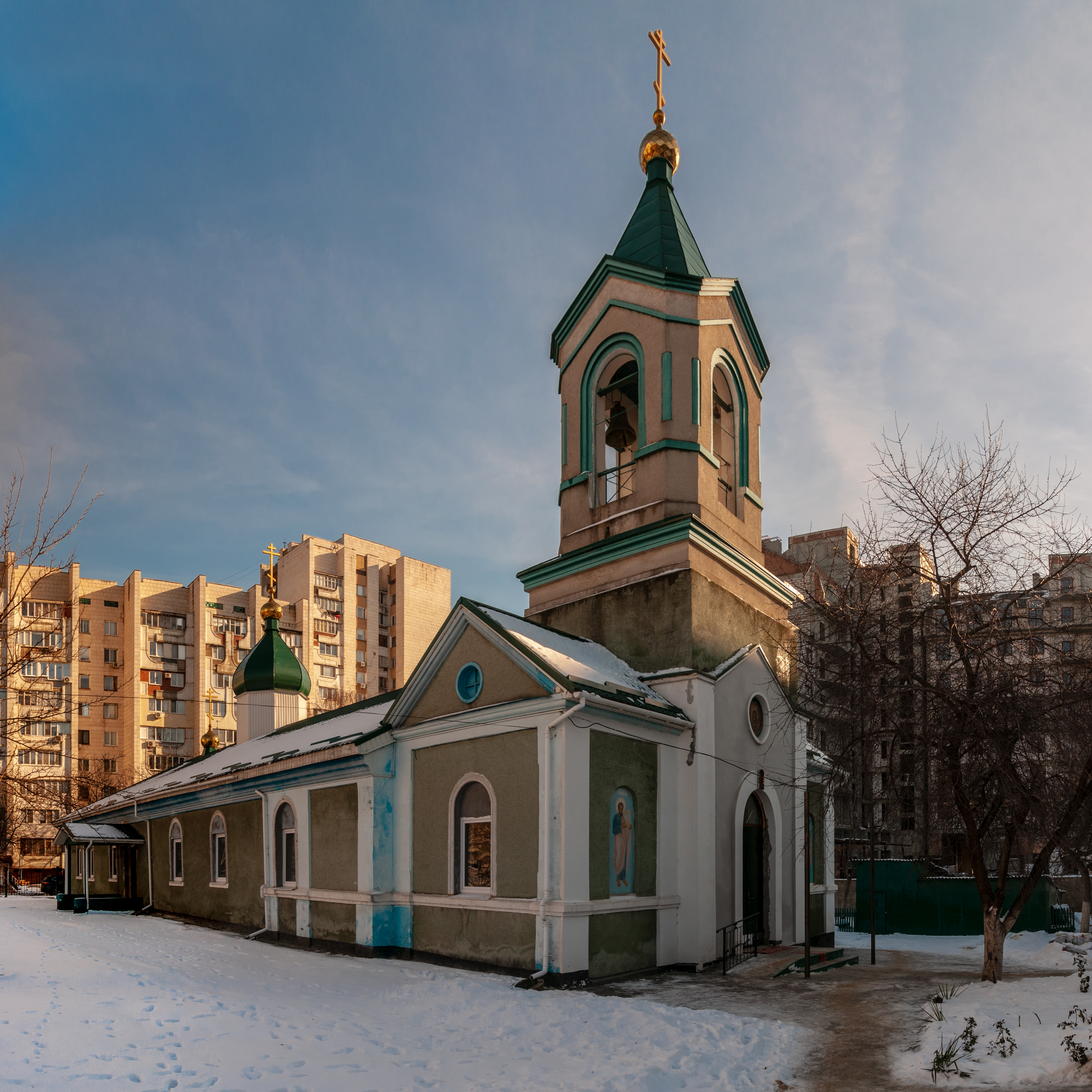
Покровская церковь

Покровская церковь — храм Кишинёвской и всея Молдовы епархии Русской православной старообрядческой церкви в городе Тирасполе по адресу улица Луначарского, 29. Единственная церковь в Тирасполе, не закрывавшаяся в советские годы.
Этот храм не следует путать с единоверческой Покровской церковью, разрушенной в 1934 году.

## История
Старообрядцы населяли город с самого его основания в 1792 году. По состоянию на 1900 год в Тирасполе действовала одна единоверческая церковь и две старообрядческих молельни. Легальное строительство новых старообрядческих церквей стало возможным только после издания в 1905 году Указа «Об укреплении начал веротерпимости».
Разрешение на сооружение нового старообрядческого храма было получено от властей в 1907 году. Возведение церкви началось на улице Часовенной (сейчас улица Луначарского), названной в честь часовенных — одного из старообрядческих толков. Во время строительства богослужения велись в приспособленном помещение. Храм был завершён 1 августа 1914 года с освящением колокольни. Первым настоятелем стал протоиерей Григорий Рудаков. В дальнейшем в храме служил о. Платон Труханов, а затем о. Виктор Зюзин. В 1942 году уставщиком церкви стал Ф. Е. Мельников, но вскоре был арестован румынскими властями. Румыны также пытались принудить старообрядцев перейти на новый календарь и даже опечатывали храм. В 1942—1943 годах в храме служил о. Куприан Леонов, с 1948 по 1986 год — о. Федор Поляков, с 1986 по 2000 год — о. Кузьма Орлов, с 2000 по 2013 год — о. Иоанн Гречушкин, а с 2013 года служит о. Василий Иванов.
В годы советской власти храм не закрывался и после разрушения Никольского собора и единоверческой Покровской церкви остался единственным действующим храмом города.
Покровскую церковь неоднократно посещал предстоятель РПСЦ митрополит Корнилий.